# Polygala stocksiana
Polygala stocksiana är en jungfrulinsväxtart som beskrevs av Pierre Edmond Boissier. Polygala stocksiana ingår i släktet jungfrulinssläktet, och familjen jungfrulinsväxter. Inga underarter finns listade i Catalogue of Life.